# Risë Stevens
Pour les articles homonymes, voir Stevens.
Risë Stevens, née le 11 juin 1913 à New York et morte le 20 mars 2013, est une mezzo-soprano américaine.

## Biographie
Risë Stevens étudie d'abord à la Juilliard School of Music avec Anne Schœn-René, puis part pour l'Europe pour des études complémentaires au Mozarteum de Salzbourg avec Marie Gutheil-Schoder et Herbert Graf. Elle chante à Prague de 1936 à 1938 (Orfeo, Mignon, Octavian).
De retour en Amérique, elle débute au Metropolitan Opera de New York, le 17 décembre 1938, dans le rôle de Mignon. Elle y demeure jusqu'en 1961, s'imposant comme la meilleure Carmen et Dalila de son époque. En 1940, elle débute aux Opéras de Chicago (Cherubino) et San Francisco (Octavian).
Elle parait à l'Opéra de Paris en 1949, en Octavian, à La Scala de Milan en 1954, où elle crée Erodiade dans l'opéra Figlia del Diavolo de Virgilio Mortari, puis au Festival de Glyndebourne en 1955, en Cherubino.
Parallèlement à sa carrière à l'opéra, elle tourne de nombreux films, notamment La Route semée d'étoiles (Going my Way ; 1945), avec Bing Crosby.
Après son retrait de la scène, elle devient directrice du « Met National Company » de 1965 à 1967, puis présidente du « Mannes College of Music » de 1975 à 1978.
Stevens possédait une belle voix chaude et souple à la fine musicalité, et se limita à chanter des rôles distincts (Giulietta, Orlovsky, Hänsel) mettant en valeur ses qualités vocales, et résista aux offres de chanter des emplois trop lourds (Verdi, Wagner).

## Discographie sélective
- Carmen - Risë Stevens, Jan Peerce, Licia Albanese, Robert Merrill - Robert Shaw Chorale, RCA Symphony Orchestra, Fritz Reiner - (RCA, 1951)
- Orfeo ed Euridice, de Christoph Willibald Gluck - Risë Stevens, Orfeo - Hilde Güden, Euridice - Laurel Hurley, Amore - Chœur et Orchestre du Metropolitan Opera de New-York, direction Pierre Monteux - 1955 (2 CD Andromeda, 2007)
- Samson et Dalila - Risë Stevens, Mario Del Monaco - Metropolitan Opera - Fausto Cleva - 1959
- Samson et Dalila - Risë Stevens, Ramon Vinay - New Orleans Opera - Renato Cellini - 1960 Live

## Sources
- David Hamilton, The Metropolitan Opera Encyclopedia, Simon & Schuster (1987)  (ISBN 0-671-61732-X)